# 昌戈人
昌戈人（匈牙利語：Csángók）是马扎尔人的一个分支。主要居住在罗马尼亚的摩尔达维亚地区。文化上，他们遭马扎尔人的另一支塞凯伊人歧视，因此其自身内部带有反匈牙利情绪。而罗马尼亚国内也对他们实行同化政策。语言方面，当代昌戈人正经历向罗马尼亚语的语言转变，20世纪的百年间，大部分昌戈人改以罗马尼亚语为母语。他们的民族语言由匈牙利语北昌戈、南昌戈以及塞凯伊昌戈方言组成。目前，使用昌戈方言的人群多分布在摩尔达维亚地区远离城市的、偏远而又孤立的昌戈人村庄内。宗教信仰方面，昌戈人信奉天主教。